# Mwandet
Mwandet (auch Mwandeti) ist ein Verwaltungsbezirk (Ward) des Distrikts Arusha DC in der tansanischen Region Arusha.

## Geografie
Mwandet liegt im Norden von Tansania, etwa 15 Kilometer nordwestlich von Arusha am östlichen Abhang des Monduli Mountain. Der tiefste Punkt liegt knapp westlich des Passes zwischen Mount Meru und Monduli Mountain, weiter nach Westen steigt das Gebiet auf knapp 2000 Meter an.
Der Bezirk hat eine Fläche von 75 Quadratkilometern. Bei der Volkszählung 2022 lebten hier 22.650 Menschen in 5152 Haushalten.

## Gliederung
Der Bezirk besteht aus vier Gemeinden (Mtaa) mit 14 Orten (Kitongoji):
| Imbibia - Sugumen - Mukulat - Imbibiakati | Losikito - Lembolei - Lembashishi - Olomishira - Losirwa | Engalaoni - Bombani - Lewawa - Ormukuna | Engurtoto - Mbukara - Olorikoti - Shuleni - Enganalet |

## Wirtschaft und Infrastruktur
- Gesundheit: Im Bezirk liegen zwei staatliche Apotheken, je eine in Mwandet[7] und in Imbibia.[8]
- Bildung: Die Mwandet Secondary School ist eine staatliche Tagesschule mit möglicher Heimunterbringung, die Jugendliche bis zur 6. Stufe ausbildet.[9]